# Mollitrichosiphum yamabiwae
Mollitrichosiphum yamabiwae är en insektsart. Mollitrichosiphum yamabiwae ingår i släktet Mollitrichosiphum och familjen långrörsbladlöss. Inga underarter finns listade i Catalogue of Life.